# Eclissi solare del 27 marzo 1941
L'eclissi solare del 27 marzo 1941 è un evento astronomico che ha avuto luogo il suddetto giorno attorno alle ore 20.08 UTC.  L'eclissi, di tipo anulare, è stata visibile in alcune parti dell'America Latina, più precisamente dal Brasile, dal Perù e dalla Bolivia.
L'eclissi è durata 7 minuti e 41 secondi, ha avuto una magnitudine di 0,9355 e ha raggiunto la massima ampiezza alle 20:08:08 UTC. L'eclissi del 27 marzo 1941 è stata la prima eclissi solare nel 1941 e la 95 ° nel XX secolo. 

## Eclissi correlate

### Eclissi solari 1939 - 1942
Questa eclissi è un membro di una serie semestrale. Un'eclissi in una serie semestrale di eclissi solari si ripete approssimativamente ogni 177 giorni e 4 ore (un semestre) a nodi alternati dell'orbita della Luna.

### Ciclo di Saros 138
Questa eclissi Fa parte del ciclo di Saros 138, che si ripete ogni 18 anni, 11 giorni e raggruppa 70 eventi. La serie è iniziata con l'eclissi solare parziale il 6 giugno 1472. Contiene eclissi anulari dal 31 agosto 1598 al 18 febbraio 2482 con un'eclissi ibrida il 1 marzo 2500. Raggruppa eclissi totali dal 12 marzo 2518 al 3 aprile 2554. La serie termina al membro 70 con un'eclissi parziale l'11 luglio 2716. La durata più lunga tra le eclissi totali sarà di 56 secondi il 3 aprile 2554. 